# Hans Wolff

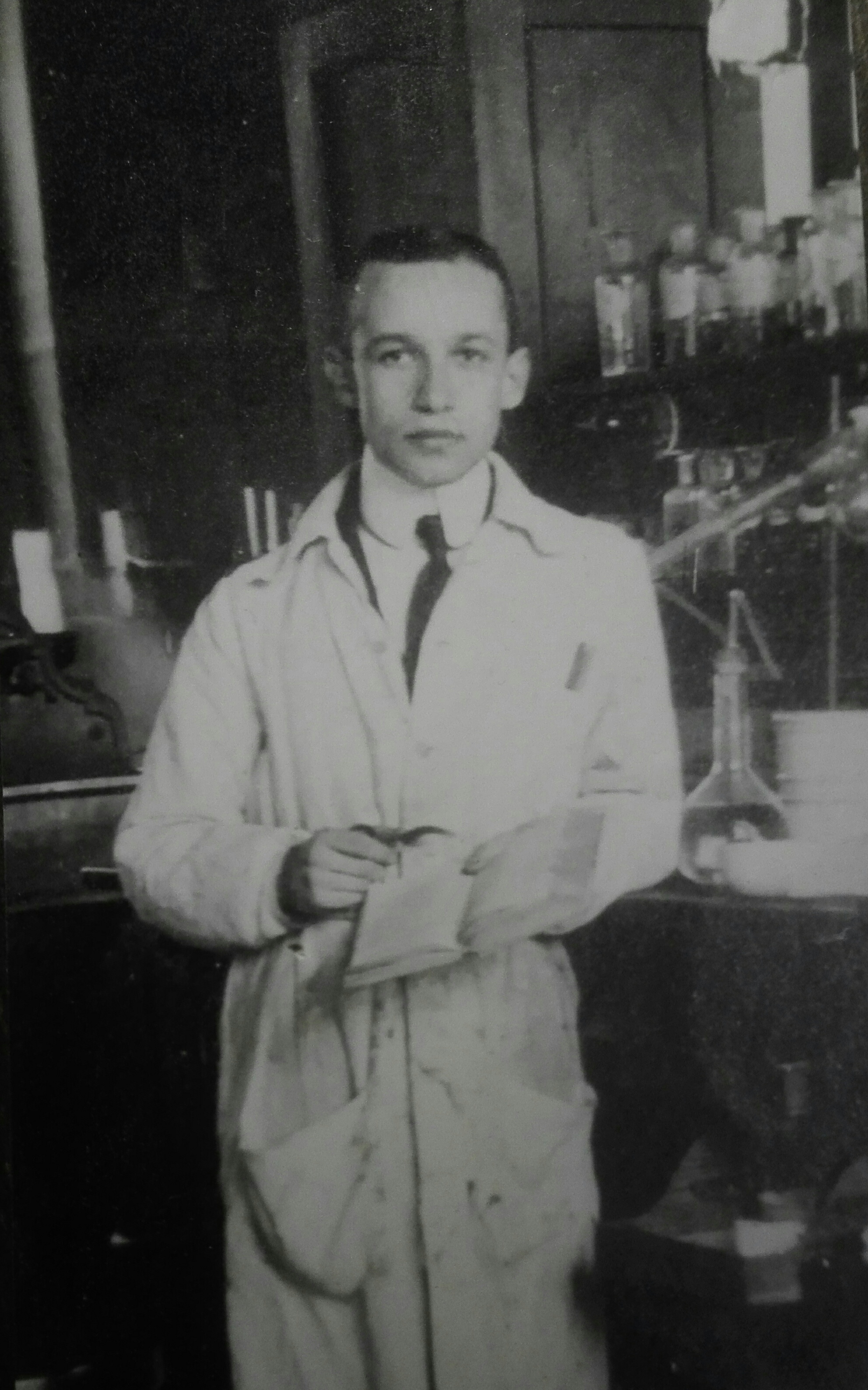
Hans Wolff i Berlin.

Johannes (Hans) Hermann Wolff, född 19 september 1896 i Danzig, Kejsardömet Tyskland, död 24 juli 1976 i Gävle, var en tysk-svensk ingenjör och pionjär inom tillverkningen av hårdmetall.
Wolff ingick i den grupp vid Osram i Berlin som skapade de första hårdmetallerna i början av 1920-talet. Då nazisterna kom till makten tvingades han lämna såväl arbete som hemland eftersom han var av judisk härkomst. Flykten gick till Sverige 1937 där han anställdes av Luma, särskilt för sina kunskaper i framställning av volframtråd till glödlampor.
I Sverige hade man vid Fagersta påbörjat en liten tillverkning av hårdmetall 1930 och presenterade några år senare en hårdmetall under namnet Seco.  Luma, som inte ansåg att produktion av glödlampor var förenligt med den av hårdmetall, erbjöd Fagersta att anställa Wolff för hans expertis inom hårdmetalltillverkning, men Fagersta avböjde. Då kriget bröt ut 1939 övertalade Wolff, med stöd från dåvarande försvarsminister Per Edvin Sköld, ledningen vid Luma att producera hårdmetallspetsar för ammunition. Tillverkningen fick stor omfattning och pågick kriget ut. 1941 slöt Luma ett tioårigt samarbetsavtal med Sandvik AB som sedermera anställde Wolff. 1947 övertog Sandvik helt hårdmetalltillverkningen sedan produkten bevisat sina kommersiella möjligheter och företaget kom att bli världens främsta på området.